# Seydina Balde
Seydina Balde (23 de septiembre de 1976, París), es un artista, agente y coreógrafo de artes marciales franceses en trucos.
El acredita a Jean-Claude Van Damme, como un inspiración que sigue el estilo de las artes marciales de este artista de la farándula. A los 16 años empezó a practicar karate, lo cual gozó de muchos éxitos ganando el título menor campeón en el mundo de solo cuatro años de práctica, es apodado además como «la perle noire du karaté», (perla negra del Karaté).